# Blended learning
Blended learning is een Engelse term die sinds de jaren 90 van de vorige eeuw gebruikt wordt om een combinatie van leervormen te beschrijven. Professionele opleiders en trainers in het bedrijfsleven pasten verschillende vormen van blended learning toe vanaf het begin van de jaren 80 van de vorige eeuw. Dit gebeurde via de interne netwerken met behulp van mainframe-based auteurssystemen om grote hoeveelheden medewerkers te leren om ICT-systemen te leren bedienen, op de eerste stand-alone pc's en later op de eerste laptops met tutorials over de eerste tekstverwerkers op pc's en Lotus 1-2-3, een voorloper van Excel. Deze laptops konden medewerkers mee naar huis nemen in combinatie met opdrachten en zelfstudiemateriaal om zich thuis om- en bij te scholen. 

## Definities
Eén definitie is "een combinatie van online leren en contactonderwijs", een andere "een combinatie van campusonderwijs en e-learning". Deze definities zijn niet de enige, waardoor hierover regelmatig discussies gevoerd worden. Professionele trainers in het bedrijfsleven onderkenden al snel dat enkel het inzetten van technologie onvoldoende was om te spreken over blended learning.

## Oliver en Trigwell
De definitiekwestie wordt helder verwoord door Oliver en Trigwell, die daarbij ingaan op de term ‘blended’ en de term ‘learning’. Zij stellen dat het begrip ‘blended learning’ in veel gevallen wordt gedefinieerd als een mix van leren met en zonder technologie, waarbij een nadere afbakening en invulling niet wordt gegeven. Daarnaast treffen ze nog andere definities aan. In het kader van hun analyse gaan ze in op de drie meest gebruikte definities van ‘blended learning’:
- De geïntegreerde combinatie van traditioneel onderwijs en online onderwijs.
- De combinatie van gereedschappen en media in een e-learning-omgeving.
- De combinatie van didactische strategieën, ongeacht het gebruik van technologie.

De auteurs wijzen erop dat het steeds gaat om het combineren van allerlei zaken, zoals technologie, instructiewijzen, leertheoretische uitgangspunten of didactische strategieën. Tegelijkertijd stellen ze vast dat ’blended learning’ voor iedereen een andere betekenis heeft en anders wordt ingevuld. Consequentie is dat curriculumontwerpers geneigd zijn een onderwijsprogramma eerst te analyseren, het vervolgens op te splitsen in onderdelen, om dan voor elk onderdeel te bepalen hoe het aangeboden moet worden in de leeromgeving. Het inrichten van een leerproces wordt daarmee teruggebracht tot een logistiek probleem, waarbij de keuze voor een distributiewijze en inrichting van de leeromgeving afhangt van de uitgangspunten en criteria die de ontwerper hanteert.